# Teoria jocurilor
Teoria jocurilor (în eng. game theory) este o ramură a matematicii aplicate care abordează problema comportamentului optim în jocurile cu două sau mai multe persoane, într-un cadru descris de un ansamblu de reguli precise care stabilesc posibilitățile de acțiune ale fiecărui jucător, precum și modul cum li se acordă acestora, în final, anumite valori. Teoria jocurilor reprezintă un model abstract de luare a deciziilor; nu trebuie confundat cu o explicație de luarea a unei decizii în realitatea socială. Punctul comun al tuturor jocurilor imaginat în cadrul teoriilor este ideea de strategie. Teoria jocurilor reprezintă o abordare interdisciplinară a studiului comportamentului uman. Cele mai implicate discipline, în teoria jocurilor, sunt matematica și economia, dar și alte științe sociale și comportamentale. Teoria jocurilor a fost creata de matematicianul John von Neumann.

## Descriere generală
În exemplele virtuale imaginate de diverși teoreticieni, prin joc se înțelege o situație care implică doi sau mai mulți decidenți, numiți jucători care sunt puși în fața situației de a-și alege o strategie pentru a-și maximiza recompensele primite ca urmare a propriilor acțiuni raportate la mutările celorlalți.

## Strategie
În aceste jocuri jucătorii au interese opuse, în totalitate sau parțial, acest aspect cauzând un anumit comportament și o anumită strategie în abordarea jocului.
Strategiile sau combinațiile de strategii ale jucătorilor sunt recompensate cu un anumit câștig. La finalul jocului are loc o comparare a rezultatelor și o corelare a acestora cu strategiile efectuate.
Strategia este modul de acțiune ales de fiecare jucător (individuală) sau de toți jucătorii (strategia jocului).

## Clasificarea jocurilor
Respectând regulile, fiecare jucător urmărește o manieră de acțiune pentru optimizarea câștigului său.
Clasificarea jocurilor se face după o serie de criterii cum ar fi:
- a) numărul jucătorilor
- b) numărul mutărilor (de acțiuni succesive la care are dreptul fiecare jucător)
- c) numărul posibilităților de acțiune ale fiecărui jucător (finit sau infinit)
- d) cantitatea informației pe care o deține fiecare jucător asupra acțiunilor proprii sau ale celorlalți jucători:

1. joc fără informație
2. joc cu informație parțială
3. joc cu informație completă

- e) modul de repartizare a câștigurilor:

1. joc cu sumă nulă
2. joc cu sumă nenulă constantă

- f) în funcție de comunicarea dintre jucători
- g) în funcție de posibilitatea stabilirii unor alianțe între jucători

## Origine
- 1710: Leibniz anticipează nevoia unei teorii asupra jocurilor de strategie
- 1713: James Waldegrave formulează principiul minimax ca soluție la un joc de cărți format din două persoane; acest principiu nu a fost utilizat până la începutul secolului XX
- 1865: principiul lui James Waldegrave este inclus în A Hystory of the mathematical theory of probability a lui Isaac Todhunter
- 1921: Emile Borel este interesat de teorema lui Waldegrave; bazându-se și pe studiile lui Zermelo, Borel încearcă să demonstreze, dar nu reușește, teorema minimax
- decembrie 1926: matematicianul ungur John von Neumann demonstrează teorema minimax
- 1921: Emile Borel tratează pentru prima oară problema generală a jocurilor strategice
- 1938: economistul Morgenstern i se alătură lui von Neumann în încercarea de a oferi o teorie asupra teoriei jocurilor
- 1944: Neumann și Morgenstern creează primul tratat consacrat teoriei jocurilor, care a pus bazele acestei teorii

## În România
Octav Onicescu împreună cu elevii săi evidențiază aplicațiile însemnate ale teoriei jocurilor în probleme practice, economice, tehnice, militare etc în Strategia jocurilor cu aplicații la programarea liniară (Editura Academiei, 1961).